# Candidatura de Madri para os Jogos Olímpicos de Verão de 2016
A candidatura da cidade de Madrid a sede dos Jogos Olímpicos e Paraolímpicos de Verão de 2016 foi oficializada em 14 de setembro de 2007 pelo Comitê Olímpico Internacional, após escolha interna por aclamação aprovada pelo governo espanhol.
O projeto da cidade previa a realização em duas regiões, a Zona Núcleo e a Zona Rio, usando o metrô como meio de transporte principal e aliando a construção de instalações esportivas com a revitalização de áreas da cidade, como as margens do Rio Manzanares.
Em junho de 2008 Madrid foi anunciada oficialmente como cidade candidata a sede dos Jogos, ao lado de Tóquio, Chicago e Rio de Janeiro. Caso fosse eleita, seria a primeira vez que duas cidades da Europa sediariam edições consecutivas de Jogos Olímpicos de Verão desde 1952, quando Helsinque foi a sede, quatro anos depois de Londres receber os Jogos.
A fase da candidatura contou com um relatório mais detalhado e com a visita da Comissão Avaliadora à cidade, ocorrida no início de maio de 2009. Questões que deram notas baixas a Madrid no processo de eleição da cidade-sede dos Jogos Olímpicos de Verão de 2012, como acomodações e segurança, ajudaram o projeto atual a ser considerado de alto nível no primeiro relatório, mas fatores como legislação antidoping e estrutura do comitê organizador geraram críticas severas no relatório da Comissão Avaliadora, usado pelos membros do COI como base para decidir seu voto.
A sede dos Jogos Olímpicos de Verão de 2016 foi conhecida em 2 de outubro, em Copenhague, na Dinamarca, após votação realizada pelos membros do Comitê Olímpico Internacional. Madri ficou na segunda posição, ao perder para o Rio de Janeiro, na final, por 66 votos a 32.

## Escolha interna
Após não conseguir a vitória no processo de eleição da cidade-sede dos Jogos Olímpicos de Verão de 2012, o conselho municipal de Madrid decidiu em julho de 2006 postular uma candidatura a sede dos Jogos de 2016. Tendo recebido apoio governamental e mesmo sabendo que a eleição de Londres era um fator contra, a candidatura foi aprovada pela prefeitura da cidade em 6 de julho (exatamente um ano após a eleição perdida) e pelo Comitê Olímpico Espanhol em 30 de maio do ano seguinte, tendo sido oficializada em setembro. O logotipo do projeto, de autoria do desenhista Joaquín Mallo, foi apresentado em 25 de setembro de 2007, após escolha de um júri especializado. A imagem mostra o contorno de uma mão aberta com as cores dos anéis olímpicos e traz em sua base uma letra "M" maiúscula.

## O projeto

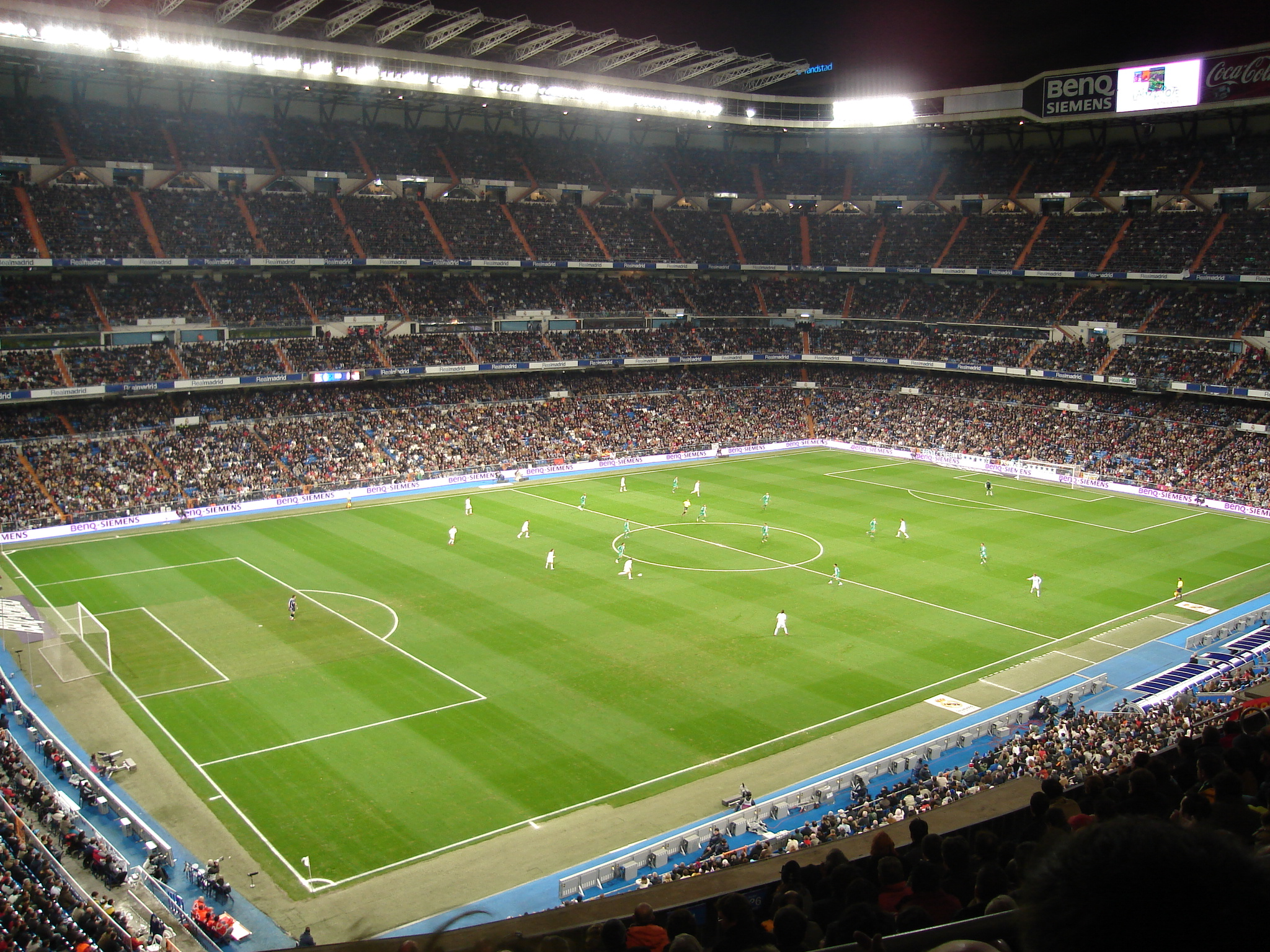
O Estádio Santiago Bernabéu seria a sede das finais do futebol.

Sistema de metrô projetado para 2016.

O Comitê Olímpico Internacional anunciou em 14 de setembro de 2007 as cidades postulantes a sede dos Jogos Olímpicos de Verão de 2016. Madrid concorreria com Baku, no Azerbaijão, Chicago, nos Estados Unidos, Doha, no Qatar, Praga, na República Checa, Rio de Janeiro, no Brasil, e Tóquio, no Japão. As cidades teriam até 14 de janeiro de 2008 para responder ao questionário do Comitê Olímpico Internacional. A partir das respostas, seriam definidas as cidades candidatas.
O projeto de Madrid era realizar os Jogos Olímpicos entre 5 e 21 de agosto e os Jogos Paraolímpicos entre 9 e 20 de setembro, períodos escolhidos devido às boas condições climáticas e à diminuição no uso do transporte público. A candidatura esperava desenvolver a infraestrutura esportiva da região e gerar legados em cinco áreas: social, esportiva, econômica, ambiental e cultural. As competições seriam realizadas em duas áreas, a Zona Núcleo (o "coração" dos Jogos) e a Zona Rio (os "pulmões" dos Jogos).
O custo estimado da candidatura foi de 40,4 milhões de dólares. As obras de infraestrutura para os Jogos seriam custeadas com dinheiro público, e o restante da receita proviria de fontes privadas, como patrocínio, licenciamento de marca, venda de ingressos e de moedas e selos especiais. Das trinta instalações projetadas para os Jogos de Madrid, vinte e uma estariam a menos de 15 km da Vila Olímpica e vinte e cinco a menos de 12 km do centro da cidade. Na Zona Núcleo, região leste da cidade, estariam quinze locais de competição (entre eles o Estádio Olímpico), a Vila Olímpica e os centros de imprensa. Na Zona Rio, a revitalização urbana e ambiental do Rio Manzanares fazia parte do projeto, possibilitando a realização de onze modalidades às margens do rio. Fora dessas áreas, outras quatro modalidades seriam disputadas (entre elas o futebol, cuja final ocorreria no Estádio Santiago Bernabéu). Seis outras cidades também receberiam eventos dos Jogos: Valência (sede da Vela), Córdoba, Málaga, Mérida, Barcelona e Palma de Mallorca (todas sedes das preliminares do futebol).
Em relação a acomodação, o projeto de Madrid era ter em 2016 oitenta mil quartos de hotel, sendo mais de 42.000 com três, quatro ou cinco estrelas. Para os membros da imprensa, cinco mil quartos seriam reservados. O transporte público sofreria grandes reformas, como a ampliação do sistema de metrô e a abertura de novas estradas. O principal aeroporto utilizado seria o Barajas, tendo apoio de outros aeroportos nas sub-sedes. O Ministério do Interior da Espanha trataria da segurança dos Jogos, coordenando as atividades com os ministérios de Defesa e de Inteligência e outros órgãos regionais.
Madrid, que recebe milhões de turistas por ano, possui mais de 21.000 hectares de área verde, que podiam ser ampliados com as obras de revitalização do Rio Manzanares. Outras obras relacionadas ao meio ambiente faziam parte do projeto. Mais de 87% da população madrilenha desejava que os Jogos fossem realizados na cidade e nenhum grupo organizado manifestou oposição ao evento. O relatório de postulação terminou com uma lista dos eventos já sediados na Espanha, com destaque para a Universíada de Verão de 1999 (em Palma de Mallorca), o Campeonato Mundial de Atletismo de 1999 (em Sevilha), o Campeonato Mundial de Esportes Aquáticos de 2003 (em Barcelona), e em Madri, como os Campeonatos Mundiais de ciclismo, tiro com arco e taekwondo (todos em 2005) e de badminton (em 2006).[carece de fontes?]

## Primeira avaliação do Comitê Olímpico Internacional
O resultado da avaliação do Grupo de Trabalho designado para analisar os relatórios das sete cidades postulantes foi divulgado em março de 2008 e serviu de base para a escolha do Comitê Executivo do COI em junho. O Grupo de Trabalho estabeleceu pesos para os onze critérios de avaliação, levando em conta a quantidade de informações solicitadas às cidades postulantes e a capacidade delas de atingir as metas no período de tempo determinado. Critérios matemáticos foram usados para definir a nota de cada cidade em cada item de avaliação.
O projeto de Madri melhorou suas notas em relação à candidatura a sede dos Jogos de 2012 em oito critérios, e obteve a melhor nota entre as candidatas também em oito critérios. Os pontos criticados no processo anterior (acomodação, segurança e experiência em eventos esportivos) tiveram melhor avaliação neste, o que permitiu chegar à conclusão que a cidade aprendeu com as falhas do projeto para 2012. A cidade obteve nota 8,1 do Comitê Executivo do COI e logo foi considerada favorita, embora a realização dos Jogos Olímpicos de Verão de 2012 em Londres, outra cidade europeia, pudesse atrapalhar a candidatura da capital espanhola.
As outras cidades que passaram na primeira fase e tornaram-se candidatas foram Tóquio (com nota 8,3), Chicago (nota 7,0) e Rio de Janeiro (nota 6,4).

## A fase de candidatura

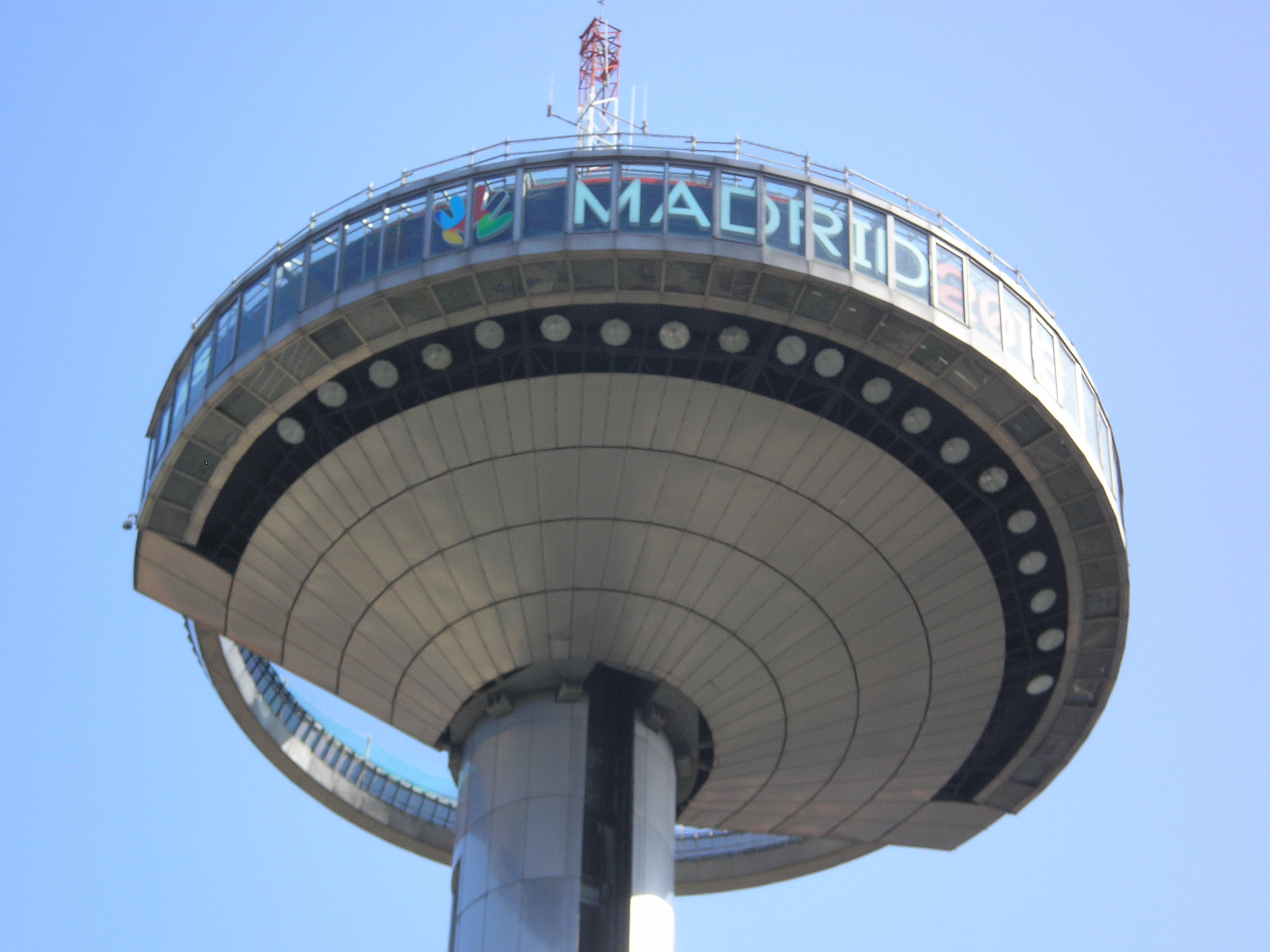
O Farol de Moncloa estampou marcas da candidatura.

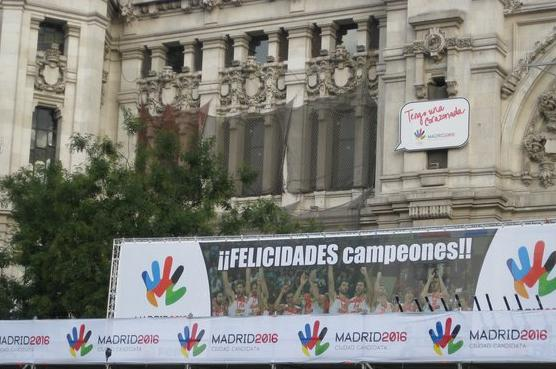
A seleção masculina de basquetebol campeã do Eurobasket 2009 foi recebida com festa que também promoveu a candidatura de Madri.

Após o anúncio oficial de que Madrid era uma das finalistas, começou a segunda fase do processo, que contaria com a elaboração de um novo relatório, mais detalhado, e com a visita da Comissão Avaliadora do Comitê Olímpico Internacional.
A candidatura espanhola recebeu o apoio de diversos atletas, como a moçambicana Maria Mutola e o nigeriano naturalizado português Francis Obikwelu. Representantes da cidade viajaram à Pequim para participar do Programa de Observação dos Jogos Olímpicos de Verão de 2008, promovido pelo Comitê Olímpico Internacional. Durante o Programa, Madri recebeu o apoio do ex-ginasta chinês Li Ning. Em 2 de outubro, exatamente um ano antes da eleição que decidiria a cidade-sede dos Jogos de 2016, a chefe do Comitê de Madri, Mercedes Coghen, afirmou que a cidade era uma escolha segura, já que estava preparada para receber o evento. No dia seguinte, o projeto sofreu alterações que mudaram as sedes de seis modalidades, entre elas o remo e o handebol. No fim do ano de 2008 foram instaladas, na cidade, iluminações natalinas com o logotipo da campanha, a mão espalmada, em mais uma ação de promoção do evento. As escolhas de três espanhóis para a presidência das Federações Internacionais de Canoagem, Triatlo e Hóquei também impulsionaram a candidatura de Madri.
O relatório oficial, com os detalhes do projeto, foi entregue ao Comitê Olímpico Internacional em 11 de fevereiro de 2009. Resultado do trabalho de mais de 150 pessoas, os três volumes (que totalizaram mais de 600 páginas) abordaram dezessete temas (com destaque para meio ambiente e segurança) e incluíram garantias governamentais, mapas, tabelas e fotografias.
A visita da Comissão Avaliadora do Comitê Olímpico Internacional, chefiada pela ex-atleta marroquina Nawal El Moutawakel, ocorreu no início de maio. Madri foi a última cidade a receber a Comissão. Entre as atividades da passagem do grupo por Madri, estiveram apresentações do comitê de candidatura e visitas às instalações propostas.
No final de maio, o Fútbol Club Barcelona quis jogar a Final da Liga dos Campeões da UEFA com o logotipo da candidatura de Madri estampado no uniforme, em sinal de apoio, mas a UEFA não permitiu. No mesmo mês, a Agência Mundial Antidoping rejeitou a proposta de flexibilização das leis espanholas em relação ao tema, fato que atrapalharia a candidatura de Madri.
Em junho, as cidades candidatas tiveram, pela primeira vez na história, uma oportunidade de apresentar a candidatura para os membros do COI que elegeriam, meses mais tarde, a cidade sede dos Jogos de 2016. No evento, realizado no Museu Olímpico, as cidades tiveram uma hora e meia para expôr detalhes dos projetos e responder a questões formuladas pelos integrantes do Comitê. A apresentação de Madri focou em três temas: Missão e Visão, Projeto Técnico e Opção Segura. Em vídeos, políticos e esportistas falaram sobre o projeto e manifestaram o apoio popular que a cidade recebia.
Durante toda a fase de candidatura, o Comitê Madri 2016 viajou pelo mundo divulgando o projeto e participou de encontros da Organização Desportiva Pan-americana, do Conselho Olímpico da Ásia, dos Comitês Olímpicos Europeus e da Associação de Comitês Olímpicos Nacionais da África.

## Relatório da Comissão Avaliadora
Após as visitas às cidades candidatas e as análises dos dossiês, a Comissão Avaliadora elaborou um relatório técnico sobre as condições de cada cidade, que serviu de base para os membros do COI formarem sua opinião na eleição final, em 2 de outubro de 2009. Diferentemente do primeiro relatório, este não trouxe notas ou sugestões, apenas apresentou o parecer da Comissão.
O projeto de Madrid foi severamente criticado nos aspectos de Estrutura organizacional do comitê, Leis antidoping e Garantias governamentais. A Segurança e a Infraestrutura foram os itens mais elogiados na avaliação.

### Repercussão
As críticas foram recebidas com tristeza pelos espanhóis. O jornal Marca disse que o COI havia sido duro com o projeto. O prefeito Alberto Ruiz-Gallardón, embora tivesse declarado que a cidade saía fortalecida com o relatório, chegou a assumir a culpa por uma possível derrota. Visando corrigir as falhas apontadas no documento do COI, a Espanha conseguiu aprovar mudanças nas leis antidoping do país poucos dias antes da votação.

## Apresentação na 121ª Sessão do COI

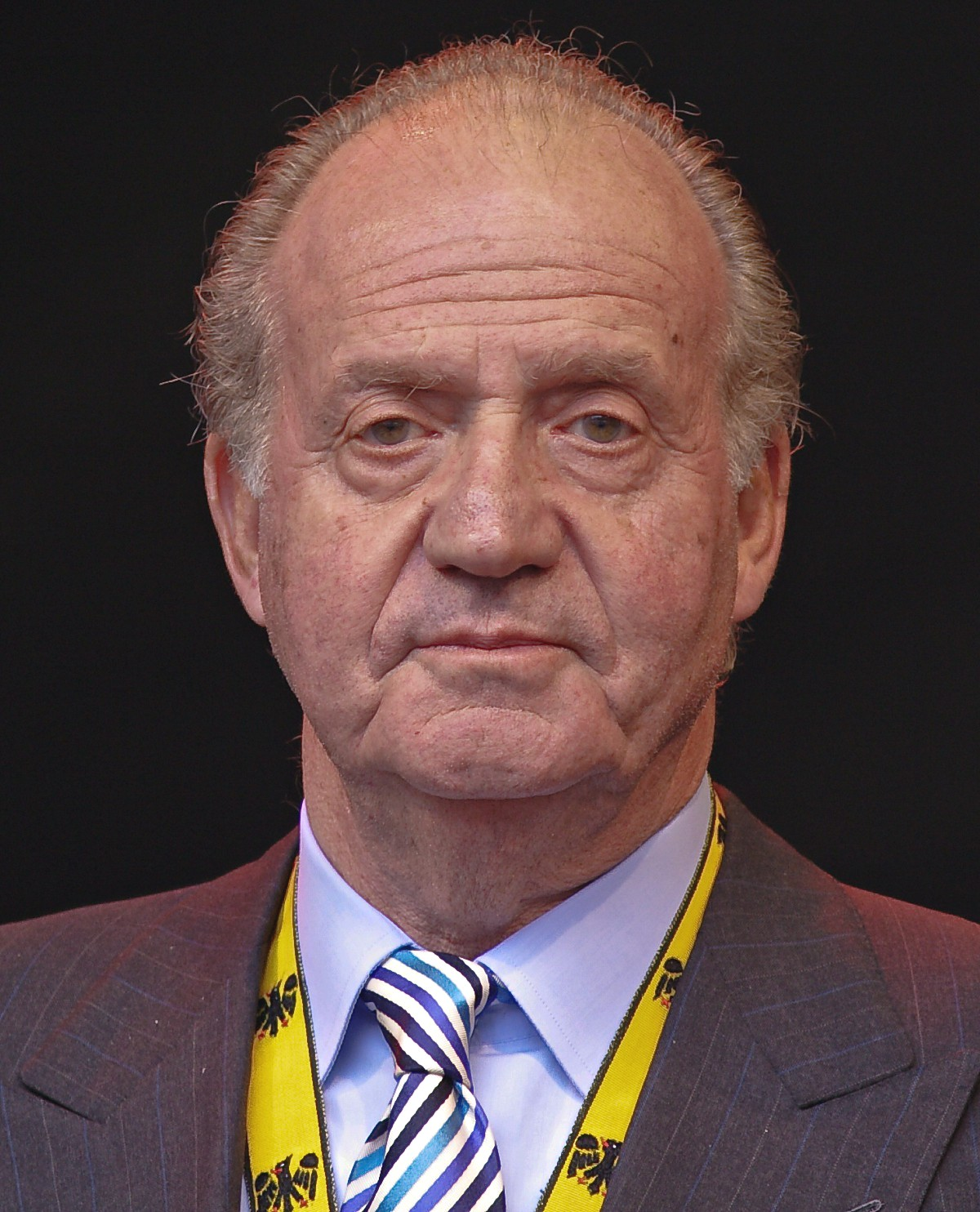
O Rei Juan Carlos fez o discurso de encerramento da apresentação.

A eleição da cidade sede dos Jogos Olímpicos de Verão de 2016 ocorreu em 2 de outubro de 2009, na cidade de Copenhague, na Dinamarca, durante a 121ª Sessão do Comitê Olímpico Internacional. Madri foi a última cidade a se apresentar perante os membros do COI. O primeiro a falar foi o ex-presidente do COI Juan Antonio Samaranch, apresentando a delegação. Em seguida, o prefeito Alberto Ruiz-Gallardón falou que sua administração apoiaria os Jogos de Madri durante os sete anos anteriores à realização. Um vídeo foi apresentado, relatando a multiculturalidade da cidade e o caráter cosmopolita de seu povo. Mercedes Coghen, chefe da candidatura, falou em seguida, relatando sua experiência em Jogos Olímpicos como atleta do hóquei sobre a grama e detalhou o plano dos locais de competição.
Esperanza Aguirre, chefe do governo de Madrid, falou sobre o compromisso do governo e sobre o legado que os Jogos deixariam no povo. José Luis Rodríguez Zapatero, primeiro-ministro da Espanha, discursou sobre a infraestrutura já existente e a projetada para as Olimpíadas. Em seguida, um vídeo ilustrou um "revezamento" de um envelope, saindo de Madri e passando por diversas cidades europeias até chegar a Copenhague. Dentro do envelope havia uma carta de apoio assinada pelo povo de Madri. Alejandro Blanco, presidente do Comitê Olímpico Espanhol, foi o próximo a discursar, citando que os Jogos foram projetados por atletas para atletas. Representando-os, o jogador de futebol Raúl González também discursou. Juan Antonio Samaranch voltou ao púlpito para pedir aos membros do COI a honra de, ao final de sua vida, receber os Jogos Olímpicos em seu país e anunciar o Rei Juan Carlos, que fez o último discurso da delegação. Encerrando a apresentação, um vídeo denominado Madrid 2017 representou moradores e atletas relembrando o que havia acontecido na cidade no ano anterior.
Finalizada a apresentação, a delegação respondeu a perguntas formuladas pelos membros do COI. Zapatero declarou que a legislação espanhola, alvo de críticas no relatório da Comissão Avaliadora, estava de acordo com o exigido pelo Comitê Olímpico Internacional, e Mercedes Coghen disse que o principal legado deixado seria a promoção do esporte entre a juventude espanhola e mediterrânea. Antes de deixar o salão onde foi realizada a apresentação, a delegação de Madri, representada pelo prefeito Alberto Ruiz-Gallardón, recebeu das mãos do presidente do COI, Jacques Rogge, um diploma de agradecimento pela participação no processo.
Após as quatro apresentações, os membros do COI iniciaram a votação. Na primeira rodada, Madri, apesar de obter mais votos que qualquer outra das concorrentes, não conseguiu maioria absoluta, por isso não foi declarada vencedora. Chicago, que obteve o menor número de votos, foi eliminada. Na segunda rodada, o Rio de Janeiro obteve mais votos, mas também não conseguiu maioria absoluta. Tóquio foi eliminada. Na final, a capital espanhola perdeu para a candidata brasileira por 66 votos a 32, ficando em segundo lugar na eleição. O resultado foi recebido com desolação e certa surpresa pela imprensa espanhola.

## Polêmicas

### Racismo
No segundo semestre de 2008, atos de racismo em partidas de futebol geraram mal estar entre os representantes da candidatura de Madri. A suspeita de que tais manifestações tivessem por objetivo sabotar a candidatura levantou preocupação no Comité Madrid 2016 e no Comitê Olímpico Espanhol. O presidente do COE, Alejandro Blanco, chegou a afirmar que se Madrid não estivesse disputando o direito de ser sede de Jogos Olímpicos, os fatos não teriam tido tanta repercussão. Os casos de racismo, cujas vítimas foram, entre outros, o jogador de futebol Samuel Eto'o e o piloto de Fórmula 1 Lewis Hamilton, geraram comentários por vários meses e um efeito bastante negativo na campanha da cidade.

### Suspeita de espionagem
No final de abril a Comissão Avaliadora do Comité Olímpico Internacional visitou o Rio de Janeiro. Durante a visita, a licença do jornalista inglês Simon Walsh foi cassada. Walsh estava inscrito como correspondente inglês da agência espanhola EFE, mas o Comité Rio 2016 descobriu que ele trabalhava para a agência Sportcal, responsável pela mídia da candidatura de Madri, e estaria, portanto, espionando a candidatura brasileira. O comité de candidatura de Madrid admitiu que o jornalista estava no Rio de Janeiro a serviço do órgão, mas que não se tratava de espionagem, e sim de observação. O Comitê Rio 2016 ameaçou denunciar o comitê de Madri à Comissão de Ética do Comitê Olímpico Internacional, mas recuou.

### Declaração do vice-presidente do Comitê Olímpico Espanhol
Uma declaração feita pelo vice-presidente do Comitê Olímpico Espanhol, José María Odriozola, em 30 de outubro, gerou um grave mal-estar entre a candidatura espanhola e a do Rio de Janeiro. Odriozola classificou o projeto do Rio de Janeiro como "a pior candidatura" e creditou o favoritismo que a cidade tinha ao marketing e ao ineditismo dos Jogos Olímpicos na América do Sul. Em resposta, o Comitê Rio 2016 fez uma queixa formal junto ao COI e chamou de "inaceitáveis" as críticas de Odriozola. As punições que a candidatura de Madri poderia receber iriam de uma advertência até mesmo a exclusão do nome da cidade do processo. No mesmo dia das declarações, a chefe do Comitê Madri 2016, Mercedes Coghen, pediu desculpas oficiais pelo ocorrido. Odriozola, ao contrário, não voltou atrás e apenas lamentou que sua opinião pessoal tenha ofendido a candidatura brasileira.